# Wieszczyna
Wieszczyna (deutsch Neudeck) ist eine Ortschaft in Polen in Oberschlesien. Wieszczyna gehört als Weiler zum Ort Dębowiec (Eichhäusel) und liegt in der Gmina Prudnik im Powiat Prudnicki der Woiwodschaft Oppeln.

## Geografie

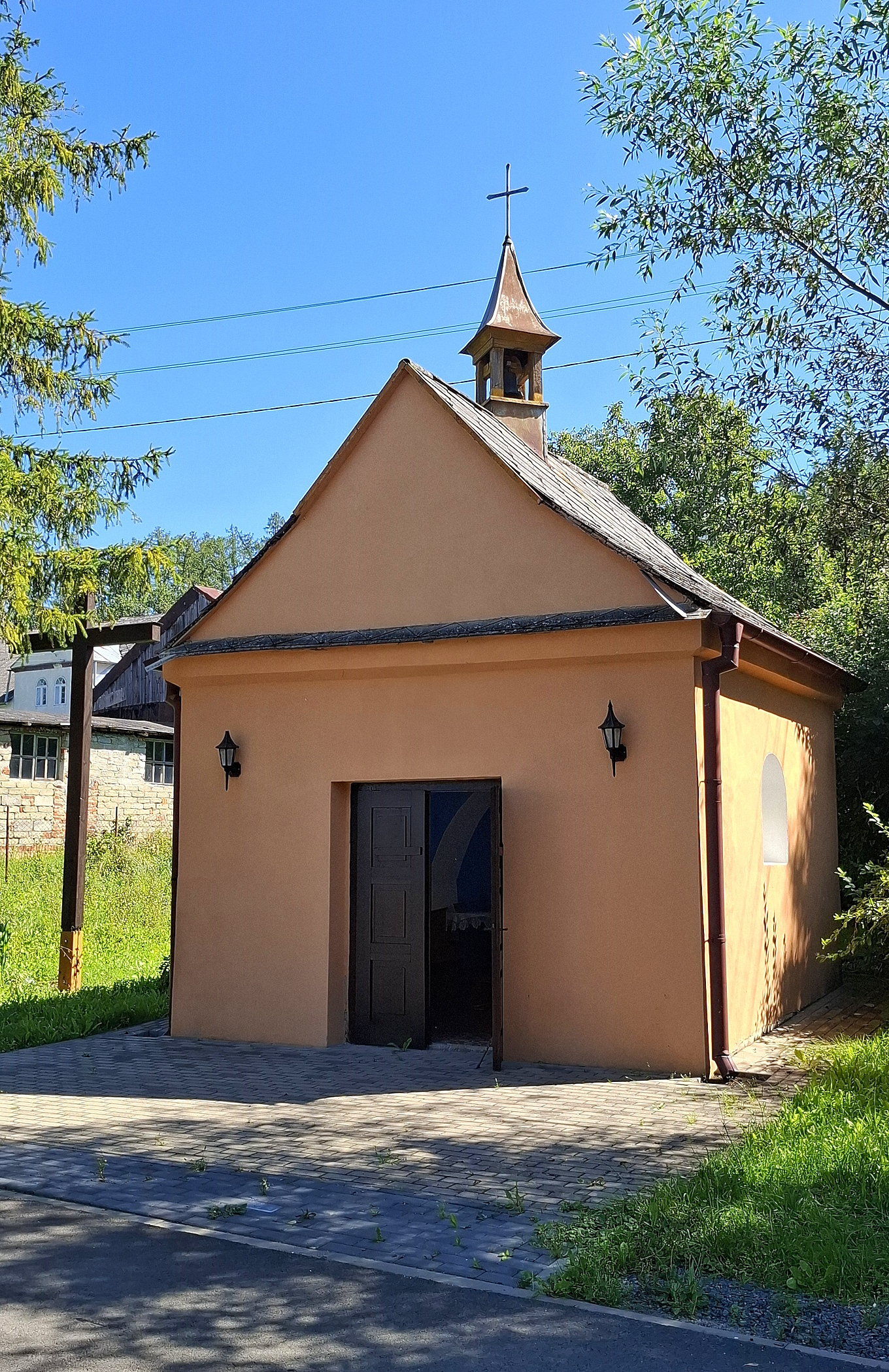
Kapelle (2024)

### Geographische Lage
Wieszczyna liegt im Süden der historischen Region Oberschlesien. Der Ort liegt etwa sechs Kilometer südwestlich des Gemeindesitzes und der Kreisstadt Prudnik und etwa 56 Kilometer südwestlich der Woiwodschaftshauptstadt Opole. Die Grenze zu Tschechien verläuft etwa einen Kilometer südlich des Ortes.

### Nachbarorte
Nachbarorte sind Pokrzywna (Wildgrund) im Westen, Moszczanka (Langenbrück) im Norden sowie Dębowiec (Eichhäusel) im Osten.

## Geschichte
Bis 1945 befand sich der Ort im Landkreis Neustadt O.S.
1945 kam der bisher deutsche Ort Neudeck unter polnische Verwaltung und wurde in Wieszczyna umbenannt und der Woiwodschaft Schlesien angeschlossen. 1950 kam der Ort zur Woiwodschaft Oppeln. 1999 kam der Ort zum Powiat Prudnicki.